# Calcio ai Giochi della XX Olimpiade - Qualificazioni
Le qualificazioni al torneo di calcio alla XX Olimpiade furono disputate da 78 squadre (20 europee, 10 sudamericane, 11 nord e centroamericane, 20 africane e 17 asiatiche).
La Germania Ovest (Paese ospitante) e l'Ungheria (Campione olimpico in carica) ottennero la qualificazione automatica al torneo. Ad esse, si sarebbero aggiunte 4 squadre dall'Europa, 2 dal Sud America, 2 dal Nord/Centro America, 3 dall'Africa e 3 dall'Asia.

## Squadre qualificate
- Birmania
- Brasile
- Colombia
- Danimarca
- Germania Est
- Germania Ovest
- Ghana
- Iran

- Malaysia
- Marocco
- Messico
- Polonia
- Stati Uniti
- Sudan
- Ungheria
- Unione Sovietica